# 印度共产主义革命者中心
印度共产主义革命者中心（Centre of Communist Revolutionaries of India）成立于1988年，由印度共产主义革命者团结中心（马列）的阿南德派和索希派、印度共产党（马列）Chandrashekar集团、革命共产党、印度共产党（马列）组织委员会合并而成。印度共产主义革命者团结中心（马列）的两个分裂团体提出了该倡议。
1994年8月，该组织与印度共产党（马列）中央队伍旁遮普邦分部、印度共产主义团结中心和马列主义组织中心合并，组成印度共产主义重组中心（马列）。